# Чарлз Сімік
Чарлз Сімік (англ. Charles Simic; ім'я при народженні Душан Сіміч; 9 травня 1938, Белград — 9 січня 2023, Довер, Нью-Гемпшир) — американський поет сербського походження. Поет-лауреат США 2007.

## Біографія
Сімік народився в Югославії, і дитинство в розореній війною країні сформувало його особливий погляд на життя. Разом з матір'ю емігрував до США в 1954 для возз'єднання з батьком, інженером-електриком, який зумів перебратися в США з Італії, де його застало закінчення Другої світової війни. Виріс в Чикаго, навчався в Нью-Йоркському університеті, де отримав ступінь бакалавра.
Сімік почав складати вірші майже відразу після освоєння англійської мови і опублікував перший вірш в журналі «The Chicago Review» у 21 рік, а в наступні публікації вибраних поезій включав вірші, написані починаючи з 1963, — в цей період Сімік проходив армійську службу в підрозділах США в Західній Німеччині і переживав першу творчу кризу.
Надалі Сімік виробив індивідуальну манеру, яку критика відзначала так:
| “ | хоча його вірші сповнені звичайних предметів, виникає враження, ніби поет заглядає в повсякденне життя, щоб показати проблиск чогось нескінченного | ” |
|   | |   |

На думку іншого фахівця:
| “ | Критика говорить про нього як про сюрреаліста, а він сам від цього весь час відхрещується, кажучи, що сам світ навколо настільки дивний і різноманітний, що, що б ми не написали, це буде якимось чином пов'язано з реальністю. | ” |
|   | |   |

Поряд з віршами Сімік публікував літературні та філософські есе, а також перекладав сербських поетів на англійську. Він також редагував відомий американський журнал «Paris Review». Крім того, з початку 1970-х Сімік викладав американську літературу і літературну творчість в Університеті штату Нью-Гемпшир. У цьому штаті він і проживав.
Чарлз Сімік помер 9 січня 2023 року у місті Довер, штат Нью-Гемпшир, в 84-річному віці.

## Премії
- Лауреат Пулітцерівської премії за 1990;
- Лауреат премії імені Уоллеса Стівенса Американської академії поетів за 2007;
- Удостоївся звання поет-лауреат США. Директор Бібліотеки Конгресу США Джеймс Біллінгтон, відповідальний за це призначення, зазначив, що поезію Сіміка «вельми важко визначити», але вона в один і той же час «і глибока, і доступна».